# إدوين إس. جونسون
إدوين إس. جونسون (بالإنجليزية: Edwin S. Johnson)‏ هو محامي وسياسي أمريكي، ولد في 26 فبراير 1857 في الولايات المتحدة، وتوفي في 19 يوليو 1933 في الولايات المتحدة. حزبياً، نشط في الحزب الديمقراطي. وقد انتخب عضو مجلس الشيوخ الأمريكي.